# Стефан I Котроман
Стефан I Котроман (Stjepan I Kotromanić; *бл. 1242 — †1314) — бан Боснії у 1287—1302 роках.

## Життєпис
Походив з династії Котроманичів. Був молодшим сином Приєзди I, бана Боснії, та Єлизавети (належність до якогось роду не виявлено). Існує припущення, що Стефан не була сином, а онуком Приєзди I, сином Котромана. Ця версія пояснює походження його прізвиська — Котроманич.
У 1284 Стефан Котроманич одружився з донькою сербського королевича Стефана Драгутина, який отримав тоді Усору і Солі в східній Боснії, що утворювали Мачванський банат.
У 1287 році Приєзда I зрікся трону, розділивши володіння між синами. Стефан Котроманич отримав східну Боснію. Його резиденцією стало м. Яйце. Після смерті брата Приєзди II помер, не маючи спадкоємців. Після цього Стефан I об'єднав Боснію під своєю владою.
Того ж року було вбито Ласло IV, короля Угорщини. Почалася боротьба за угорський престол між Андрашем III з династії Арпадів і Карлом Мартеллом Анжуйським. На бік анжуйців за наполяганням папи римського Миколая IV встав боснійсько-хорватський магнат Павло I Шубич, який оголосив себе в 1293 баном Хорватії. Оскільки останній був одружений з дочкою Стефана Драгутина Урсулою, то сімейні зв'язки змусили Стефана Котроманича підтримати коронацію Карла Мартелла. Для збільшення свій вплив в Боснії, Карл I Анжу видав велику кількість наказів, які роздавали землі Котроманича дрібним шляхтичам.
У 1295 році Карл Мартелл несподівано помер, і претензії на угорський трон перейшли до його сина Карла Роберта. Римський папа Боніфацій VIII у 1297 році оголосив 12-річного хлопчика королем Угорщини. Павло Шубич проголосив себе володарем Боснії, а 1299 року призначив баном Боснії свого молодшого брата Младена I. На початку 1300 Павло I Шубич запросив Карла Роберта до Угорщини, визнавши його своїм королем, а Карл Роберт підтвердив права Шубича на володіння в Боснії.
У боях з Шубичами у 1302 році Стефан I Котроманич втратив майже всі свої землі. Водночас сподівання отримати допомогу від тестя виявилися марними: в цей час проти короля Стефана Драгутина повстав брат Стефан Мілутин. Втім незабаром війна у Боснії перетворилася на релігійну, оскільки Младен I взявся за викорінення вчення богомілів. Прихильники боснійської церкви знову підтримали Котроманича.
У 1304 року вони вбили Младена I Шубича, і в 1305 році до Боснії вдерся Павло Шубич, який оголосив себе паном усієї Боснії. У 1312 році Шубич помер, але Степан Котроманич не встиг повністю відновити свою владу в Боснії, оскільки помер у 1314 році.

## Родина
Дружина — Єлизавета, донька Стефана Драгутина Неманича, короля Сербії.
Діти:
- Стефан (1292—1353)
- Владислав (1295—1354)
- Нінослав
- Мірослав
- Катерина (1294—1355), дружина Ніколи Гумського
- Марія (бл. 1308-д/н)